# Hugo Sousa
Hugo Filipe Gonçalves Martins de Sousa (Santa Marinha, 4 giugno 1992) è un calciatore portoghese, difensore del Kīfisias.

## Carriera

### Club
Ha giocato nella prima divisione rumena, in quella cipriota, in quella belga ed in quella greca.

### Nazionale
Ha giocato nelle nazionali giovanili portoghesi Under-19 ed Under-20.

## Palmarès

### Club

#### Competizioni nazionali
- Coppa di Romania: 1

Sepsi: 2021-2022
- Souper Ligka Ellada 2: 1

Kīfisias: 2024-2025 (gruppo B)